# Sur un prélude de Bach

Sur un prélude de Bach est une chanson écrite par Jean-Claude Vannier et interprétée par Maurane, sortie sur son album  Ami ou ennemi en 1991.
La musique est basée sur le Prélude et fugue en ut majeur (BWV 846) du Clavier bien tempéré de Jean-Sébastien Bach.

## Description
La chanson figure sur l'album Ami ou ennemi, dont elle constitue une des plus belles chansons et « révèle une grande sensibilité ».
Les paroles de la chanson sont un hommage au pianiste Glenn Gould et font allusion au port de la ville du Havre, en écho à la mélancolie d'une femme. Lorsque Jean-Claude Vannier soumet la chanson à Maurane, elle est tout d'abord scandalisée à l'idée de chanter sur une musique de Bach. La tonalité de départ du prélude (Do majeur) est modifiée en Mi bémol majeur et module en Si bémol majeur à l'arrivée du chant. Maurane trouve certaines paroles comme « casserole » ou « pot de colle » difficiles à chanter, mais la chanson devient un succès.

## Clip
Le clip de la chanson a été réalisé en 1992 par Bertrand Fèvre, avec l'acteur Pablo Villafranca.

## Reprises
La chanson a été reprise par de nombreux artistes dans diverses émissions.
- 1993 : Sol En Si
- 2005 : Le Train des Enfoirés par Lara Fabian, Muriel Robin et Catherine Lara
- 2014 : Saison 10 de Nouvelle Star
- 2015 : Saison 4 de The Voice : La Plus Belle Voix
- 2018 : Saison 9 de Danse avec les stars
- 2020 : Saison 9 de The Voice : La Plus Belle Voix